# Большой Мечёк
Большо́й Мечёк - деревня Малининского сельсовета Хлевенского района Липецкой области, располагающаяся на правом берегу реки Воронежа. 

## Название
Название — по ручью Мечек, притоку Дона. (От слова мечь — из финно-угорских языков со значением «крутой берег»).

## История
В документах 1615 г. упоминается починок Мечек. В 1629 г. на месте этого починка отмечается пустошь. Мечек населялся вторично в середине XVII в. В документах 1676 г. отмечается как село, имевшее 54 двора. Стал называться Большим Мечеком в связи с появлением рядом деревни Малый Мечек. 

## Население
По данным всероссийской переписи за 2010 год население деревни составляет 42 человека.